# Andrea Belotti
Andrea Belotti (Calcinate, 20 december 1993) is een Italiaans voetballer die doorgaans als aanvaller speelt. Hij AS Roma in juni 2024 voor Como. Belotti debuteerde in 2016 in het Italiaans voetbalelftal.

## Clubcarrière
Belotti stroomde in 2012 door vanuit de jeugdopleiding van UC AlbinoLeffe. Daarvoor debuteerde hij op 10 maart 2012 in het eerste elftal, op dat moment actief in de Serie B. In zijn eerste seizoen kwam hij tot acht competitiewedstrijden. UC AlbinoLeffe degradeerde aan het eind van het seizoen naar de Lega Pro Prima Divisione, waarin Belotti tijdens het seizoen 2012/13 twaalf doelpunten maakte in dertig wedstrijden.
AlbinoLeffe verhuurde Belotti gedurende het seizoen 2013/14 aan US Palermo, dan net gedegradeerd uit de Serie A. Hij debuteerde op 24 september 2013 voor de Siciliaanse club, als invaller voor Davide Di Gennaro. Hij was in zijn eerste wedstrijd meteen goed voor een assist. Belotti maakte op 5 oktober 2013 zijn eerste doelpunt voor Palermo, tegen Brescia. Hij werd dat jaar met zijn teamgenoten kampioen van de Serie B, goed voor promotie naar de Serie A. Palermo nam Belotti in juli 2014 definitief over van AlbinoLeffe.
Na een jaar in de Serie A met Palermo, tekende Belotti in augustus 2015 bij Torino. Hier lukte het hem in zijn eerste jaar voor het eerst om dubbele cijfers te halen in competitieverband door twaalf keer te scoren. Een seizoen later maakte hij er 26, een persoonlijk record. Hij werd daarmee derde op de topscorerslijst van de Serie A dat jaar, achter Edin Džeko (29) en Dries Mertens (28).
In 2022 vertrok Belotti naar AS Roma. Die club verhuurde hem in februari 2024 voor de rest van het seizoen aan Fiorentina. In de zomer van 2024 verkaste Belotti naar Como. Die club verhuurde hem in de daaropvolgende winter voor de rest van het seizoen aan SL Benfica.

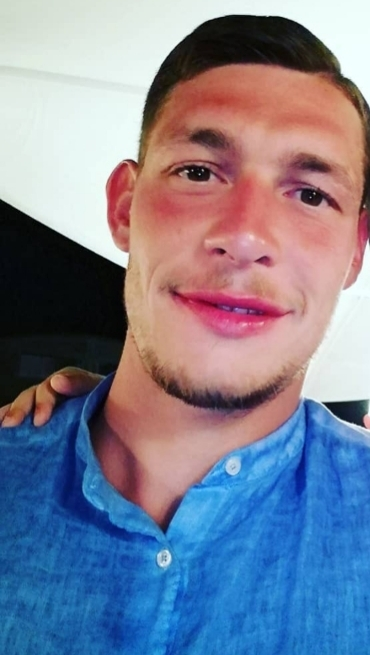
Andrea Belotti "Il Gallo" ("De Haan")

## Clubstatistieken
| Seizoen | Club           | Competitie | Competitie | Competitie | Beker | Beker | Internationaal | Internationaal | Totaal | Totaal |
| Seizoen | Club           | Competitie | Wed.       | Dlp.       | Wed.  | Dlp.  | Wed.           | Dlp.           | Wed.   | Dlp.   |
| ------- | -------------- | ---------- | ---------- | ---------- | ----- | ----- | -------------- | -------------- | ------ | ------ |
| 2011/12 | UC AlbinoLeffe | Serie B    | 8          | 2          | 0     | 0     | —              | —              | 8      | 2      |
| 2012/13 | UC AlbinoLeffe | Lega Pro   | 30         | 12         | 1     | 0     | —              | —              | 31     | 12     |
| 2013/14 | UC AlbinoLeffe | Lega Pro   | 0          | 0          | 1     | 0     | —              | —              | 1      | 0      |
| 2013/14 | → US Palermo   | Serie B    | 24         | 10         | 0     | 0     | —              | —              | 24     | 10     |
| 2014/15 | US Palermo     | Serie A    | 38         | 6          | 1     | 0     | —              | —              | 39     | 6      |
| 2015/16 | US Palermo     | Serie A    | 0          | 0          | 1     | 0     | —              | —              | 1      | 0      |
| 2015/16 | Torino         | Serie A    | 35         | 12         | 1     | 0     | —              | —              | 36     | 12     |
| 2016/17 | Torino         | Serie A    | 35         | 26         | 3     | 2     | —              | —              | 38     | 28     |
| 2017/18 | Torino         | Serie A    | 32         | 10         | 3     | 3     | —              | —              | 35     | 13     |
| 2018/19 | Torino         | Serie A    | 37         | 15         | 2     | 2     | —              | —              | 39     | 17     |
| 2019/20 | Torino         | Serie A    | 36         | 16         | 2     | 0     | 6              | 6              | 44     | 22     |
| 2020/21 | Torino         | Serie A    | 35         | 13         | 1     | 0     | 0              | 0              | 35     | 13     |
| Totaal  | Totaal         | Totaal     | 311        | 123        | 16    | 7     | 6              | 6              | 333    | 135    |

Bijgewerkt t/m 7 juni 2021

## Interlandcarrière
Belotti kwam uit voor meerdere Italiaanse jeugdelftallen. Hij debuteerde in 2013 in Italië –21. Belotti maakte op 1 september 2016 onder leiding van de net aangestelde bondscoach Giampiero Ventura zijn debuut in het Italiaans voetbalelftal, in een met 1–3 verloren oefeninterland in Bari tegen Frankrijk (1–3). Hij viel in dat duel na 75 minuten in voor Éder. Andere debutanten voor de Azzurri waren Gianluigi Donnarumma en Daniele Rugani. Belotti maakte op 9 oktober 2016 zijn eerste interlanddoelpunt. Hij schoot Italië toen op 0–1 in een met 2–3 gewonnen kwalificatiewedstrijd voor het WK 2018 in en tegen Macedonië.

## Erelijst
| Kampioen Serie B | 1x | 2013/14 |

| Competitie | Winnaar | Winnaar | Runner-up | Runner-up | Derde  | Derde  |
| Competitie | Aantal  | Jaren   | Aantal    | Jaren     | Aantal | Jaren  |
| Italië     | Italië  | Italië  | Italië    | Italië    | Italië | Italië |
| ---------- | ------- | ------- | --------- | --------- | ------ | ------ |
| EK voetbal | 1x      | 2020    |           |           |        |        |

1 Sirigu ·
2 Di Lorenzo ·
3 Chiellini  ·
4 Spinazzola ·
5 Locatelli ·
6 Verratti ·
7 Castrovilli ·
8 Jorginho ·
9 Belotti ·
10 Insigne ·
11 Berardi ·
12 Pessina ·
13 Emerson ·
14 Chiesa ·
15 Acerbi ·
16 Cristante ·
17 Immobile ·
18 Barella ·
19 Bonucci ·
20 Bernardeschi ·
21 Donnarumma ·
22 Raspadori ·
23 Bastoni ·
24 Florenzi ·
25 Tolói ·
26 Meret ·
Coach: Mancini
1 Troebin ·
3 Carreras ·
4 Silva ·
6 Bah ·
7 Amdouni ·
8 Aursnes ·
9 Cabral ·
10 Kökçü ·
11 Di María ·
14 Pavlidis ·
16 Silva ·
17 Aktürkoğlu ·
18 Barreiro ·
19 Belotti ·
20 Mário ·
21 Schjelderup ·
24 Soares ·
25 Prestianni ·
26 Dahl ·
27 Bruma ·
30 Otamendi ·
44 Araújo ·
47 Gouveia ·
60 Félix ·
61 Luís ·
71 Santos ·
75 Gomes ·
81 Bajrami ·
84 Rêgo ·
85 Sanches ·
86 Prioste ·
Coach: Lage